# Seroneutralització
La seroneutralització és una tècnica serològica basada en la capacitat de desactivar l'activitat biològica d'agents antigènics per part d'un sèrum que conté anticossos específics per a aquest antigen, que pot ser una toxina, un virus, etc. tot i que, en teoria, es pot fer servir qualsevol antigen que provoqui algun tipus d'efecte citopàtic. Actualment, la seroneutralització s'està duent a terme sobretot amb virus i en menor grau amb toxines.
Altres tècniques serològiques i antigèniques permeten valorar la capacitat que té un sèrum per reconèixer un antigen en concret, en canvi, la seroneutralització es pot fer servir per quantificar la seva capacitat per neutralitzar un antigen, és a dir, valora l'efectivitat biològica dels anticossos en comptes de la seva quantitat. El gran avantatge d'aquesta tècnica és la seva alta especificitat i sensibilitat.

## Procediment
En el cas d'una seroneutralització viral, que és la més utilitzada, el procediment bàsic consisteix a barrejar dilucions apropiades de sèrum i virus, incubar-les en certes condicions i introduir la barreja en un sistema susceptible on el virus no neutralitzat pugui produir un efecte reconeixible com pot ser la mort cel·lular, lesions específiques, hemaglutinació, etc., detectant-se llavors infectivitat residual. Aquests sistemes susceptibles poden ser animals d'experimentació sensibles (ratolí, rata, cobai, hàmster), ous embrionats i cultius cel·lulars (de línies o primaris).
Si es seroneutralitza una toxina el procediment general serà molt semblant.

### Mètodes
Per la implementació de la prova de seroneutralització viral s'empren dos mètodes principals:
- Sèrum variable-virus fix: on una quantitat mesurada de virus (per titulacions prèvies) es barreja amb dilucions variables d'un sèrum problema i s'inocula en un sistema hoste susceptible. La més alta dilució (o menor quantitat de sèrum) que protegeix de la infecció s'anomena títol seroneutralizant.
- Sèrum constant-virus variable: on diferents concentracions de virus s'enfronten a una concentració sèrica uniforme. Tot i que aquest mètode és més sensible que el de "sèrum variable-virus fix", rarament s'utilitza perquè per dur-lo a terme s'han de fer servir grans quantitats de sèrum que poden no estar disponibles.[1][2]

### Procediment tipus in vitro[3]
1. Recobrir una microplaca de 96 pous amb el cultiu cel·lular seleccionat. És important que les cèl·lules estiguin vives.
2. Afegir el sèrum d'assaig barrejat amb l'antigen que en el cas que l'antigen sigui un virus pot ser sèrum variable-virus fix o sèrum constant-virus variable.
3. Incubació de 10 a 14 dies.
4. Mesurar l'ECP (Efecte Citopàtic) que es genera en cada pou, la coloració, o el grau de fluorescència.

### Interpretació

#### Efecte citopàtic
Quan hi ha efecte citopàtic significa que aquesta concentració d'anticossos no és suficient per neutralitzar el virus i per tant, el virus ha danyat o lisat la cèl·lula. En el cas del mètode sèrum variable-virus fix s'aniran diluint els anticossos del sèrum i s'observarà quina és la dilució més alta capaç de neutralitzar el virus. Aquest punt de dilució s'anomena títol.
Per considerar que el sèrum no és efectiu a partir d'una certa dissolució, tenim en compte el percentatge de cèl·lules afectades. Denominem punt final el moment en el qual el 50% de les cèl·lules s'han vist alterades. Es podria considerar el punt final en el qual es neutralitza el 100% dels virus, però no és convenient de mesurar perquè al trobar-se en els extrems, és poc precís de calcular.

#### Índex seroneutralitzant
L'índex seroneutralitzant s'acostuma a fer servir quan utilitzem el mètode "sèrum constant-virus variable" i serveix per quantificar la pèrdua de poder infectiu en produir-se, en major o menor grau, una reacció de neutralització en barrejar el sèrum.
Es pot calcular gràcies a la següent fórmula:
IN= log(Vo/Vr)
On Vo és la concentració inicial del virus i, Vr és la concentració de virions màxima a la qual aquest sèrum és capaç de neutralitzar.
La relació entre el valor d'aquest índex i la concentració d'anticossos varia segons el virus, però sol ser lineal.

#### Immunohistoquímica i immunofluorescència
Una altra forma de detectar el creixement del virus, a part de comprovar si s'ha detectat ECP, és dur a terme les tècniques d'immunohistoquímica o d'immunofluorescència per tal de marcar l'antígen que haurien produït les cèl·lules en el cas que haguessin estat infectades.

#### Coloració
Es mesura el grau de coloració dels pous o de la placa al final de l'experiment. En aquest cas, quan s'han sembrat les cèl·lules se'ls hi ha afegit un reactiu, com per exemple el bromur difeniltetrazolio (MTT), que és capaç de penetrar en les cèl·lules vives i ser processat per aquestes. El resultat d'aquesta metabolització és un pigment que tenyeix la cèl·lula (en el cas del bromur difeniltetrazolio és lila). Aquest pigment donarà coloració a les cèl·lules vives, de manera que si aquestes al final de l'experiment perden coloració, significa que no s'ha neutralitzat l'antigen. Aquesta tècnica es fa servir quan l'antigen és una toxina.

## Utilització
- Identificació d'antígens in vitro: normalment, es fa servir per a la identificació de virus. Com que els anticossos són altament específics, sovint permeten la identificació de virus no sols a nivell de famílies o “espècies” sinó en alguns casos, com els arenavirus,[6] fins i tot a nivell de soca. A més a més, aquest test dona molt pocs falsos positius, de manera que pot ser molt precís en la identificació i diagnòstic víric. És a dir, s'utilitza un sèrum amb una concentració d'anticossos coneguda i variable per cada pou i es barreja amb la solució en la qual es vol saber si hi ha presència o no d'antígens i en quina quantitat.
- Identificació i quantificació d'anticossos in vitro: es pot determinar de forma semiquantitativa la presència d'anticossos al sèrum per mitjà d'un procediment semblant a l'anterior, solament que en aquest cas la solució coneguda i variable en cada pou serà la vírica, i la constant serà la mostra de sèrum.
- Avaluació de la protecció in vivo: es pot fer servir per identificar infeccions anteriors en animals o persones, ja que els anticossos es produeixen durant tota la vida. També serveixen per determinar el grau de protecció d'un individu contra un antigen determinat a través de l'eficàcia de neutralització del seu sèrum. Cal tenir en compte però, que un animal acabat d'infectar encara no ha tingut temps de desenvolupar anticossos i per tant, tindrà un resultat negatiu al test.

## Inconvenients
Els test de seroneutralització, com altres tècniques de determinació immunològica, té diversos inconvenients:
- És laboriós de dur a terme, ja que el seu procediment és complex.
- És lent perquè triga entre 10 i 14 dies en donar un resultat fiable.
- Requereix la producció de virus infecciosos pel test.
- És car, sobretot pel manteniment dels cultius cel·lulars.
- Requereix que s'hagi quantificat amb bastanta precisió el títol víric per tal d'aconseguir resultats òptims.
- En el cas del mètode sèrum constant- virus variable es necessita molta quantitat de sèrum.

## Comparació amb ELISA
L'ELISA (o els radioimmunoassajos) és una altra tècnica immunològica que té certs avantatges sobre la seroneutralització: és molt fàcil de dur a terme i d'estandarditzar, mostra relativament poca variabilitat, per tant les variacions entre les proves són baixes, es poden determinar antígens de diferents classes o subclasses d'immunoglobulines i diferències entre la força d'unió entre l'anticòs i epítops multivalents. Per acabar, es poden analitzar grans quantitats de sèrum a un preu raonable. Tot i així té alguns desavantatges: algunes vegades es pot donar una unió inespecífica de les immunoglobulines i que per tant, doni un fals positiu, fet que no es dona en els tests de seroneutralització. A més a més amb l'ELISA no podem quantificar l'efectivitat d'un sèrum enfront a un antigen.
Tot i així, els dos mètodes presenten una correlació bastant bona, de manera que sovint es consideren vàlids per als mateixos objectius.